# Тимошенко Андрій Іванович
Андрій Іванович Тимошенко (рос. Андрей Иванович Тимошенко, 15 серпня 1969, Ростов-на-Дону — 10 вересня 2010, Ростов-на-Дону) — радянський і російський футболіст, півзахисник і нападник. Майстер спорту СРСР. Після завершення кар'єри гравця працював суддею.

## Біографія
Андрій Тимошенко народився в родині футболіста і футбольного арбітра Івана Тимошенка. Він почав свою кар'єру в клубі «Ростсільмаш» в 1985 році і провів за клуб 9 ігор. У наступному році Андрій перейшов у московське «Динамо». Там футболіст відіграв 3 сезони, провівши за клуб 51 матч і забив 1 гол. Він брав участь у складі команди в розіграші Кубка УЄФА, де зіграв 3 рази.
У 1989 році Тимошенко перейшов в мінське «Динамо», де провів 1 сезон, дійшовши разом з командою до фіналу Кубка федерації футболу СРСР. На наступний рік він перейшов у московський «Спартак», але не зміг закріпитися в складі, провівши за «основу» лише 4 гри. У сезоні 1990/91 Тимошенко грав за швейцарський клуб «Малле», після чого повернувся в московське «Динамо», але закріпитися в основному складі не зумів.
У 1992 році Тимошенко повернувся у «Ростсільмаш», за який провів 9 ігор і забив 2 голи.
У 1993 році тимчасово припинив виступи у великому футболі, зайнявся бізнесом. Влітку того ж року став учасником кримінальної хроніки — у вуличній бійці отримав поранення в груди.
У 1995 році він втретє повернувся в «Ростсільмаш», звідки перейшов в «Волгодонськ». Там форвард провів 2 сезони.
У січні 1997 року Тимошенко пройшов перегляд у клубі «Динамо-Газовик», але клуб не зміг надати гравцеві потрібних умов. Після чого, гравець перейшов в «Волгар-Газпром», за який зіграв 60 матчів і забив 8 голів.
У січні 1999 року Тимошенко покинув «Волгарь-Газпром». Він шукав собі команду, але не знайшов і вирішив завершити кар'єру.
По завершенні кар'єри Тимошенко судив матчі першості Ростовської області. У 2000 році захотів стати професійним футбольним арбітром. Він обслуговував матчі дублюючих складів. У 2006 році був призначений судити матч 1/128 Кубка Росії, але був відсторонений інспектором зустрічі через те, що був п'яний. Пізніше суддя пояснив, що його вкусила собака, і він був змушений приймати перед грою різні ліки, що викликали стан, сприйнятий за сп'яніння.
Після відходу з суддівського корпусу очолював команду ветеранів «Ростсільмашу»/«Ростова».
Помер у ніч на 10 вересня 2010 року..

### Кар'єра в збірній
Тимошенко виступав за юнацькі збірні СРСР. У 1986 році став чемпіоном Європи у віковій групі до 16 років, а через два роки повторив цей успіх з командою до 18 років.
З командою до 20 років став чвертьфіналістом молодіжного чемпіонату світу 1989 року у Саудівській Аравії, зігравши на турнірі у всіх чотирьох матчах і забивши 1 гол. Всього за різні юнацькі збірні Радянського Союзу Тимошенко провів 43 матчі й забив 14 голів.

## Титули і досягнення
- Чемпіон Європи (U-18): 1988